# Adam Rose (ekonomista)
Adam Karol Rose, ps. Adam-Charles Rosé, Adros, A.R., Ł. Małecki (ur. 10 sierpnia 1895 w Nałęczowie, zm. 9 listopada 1951 w Paryżu) – polski ekonomista i polityk, wiceminister przemysłu i handlu.

## Życiorys
Urodził się w rodzinie Karola (1863–1940), pierwszego polskiego konsula generalnego RP w Berlinie, i Anny z Leów (1873–1945). Miał dwóch braci: Edwarda (1893–1969), doktora nauk ekonomicznych i Jerzego (1898–1920), podporucznika Wojska Polskiego, który poległ w bitwie pod Hrubieszowem. W wieku ośmiu lat zamieszkał z rodzicami i dwoma braćmi w Berlinie. W 1906 roku podjął naukę w poznańskim Gimnazjum Fryderyka Wilhelma. W 1910 roku został członkiem tajnego Towarzystwa Tomasza Zana, któremu w latach 1913/14 prezesował w Poznaniu. Studiował ekonomię polityczną, a po ukończeniu berlińskiej Wyższej Szkoły Rolniczej rozpoczął pracę jako asystent w SGGW w Warszawie. W okresie studiów należał do Związku Młodzieży Polskiej „Zet”. Brał udział w powstaniu wielkopolskim i wojnie polsko-bolszewickiej, a po otrzymaniu doktoratu do 1922 roku pracował w Międzynarodowym Biurze Pracy przy Lidze Narodów. Będąc docentem na Politechnice Lwowskiej w 1929 roku habilitował się tamże i na SGGW, gdzie od 1930 roku wykładał politykę agrarną. Wykładał politykę rolną w Wolnej Wszechnicy Polskiej.
Od 1 stycznia następnego roku pracował w Departamencie Ekonomicznym Ministerstwa Rolnictwa w randze dyrektora. Opracowywał plany polityki antykryzysowej dla rządu, a także wobec załamania na rynkach światowych był współinicjatorem powstania Bloku Rolnego eksporterów żywności Europy Środkowo-Wschodniej i Południowej. Jako prezes Stałego komitetu Studiów Ekonomicznych Państw Europy Środkowo-Wschodniej, członek czechosłowackiej Akademii Rolniczej, Towarzystwa Ekonomistów i Statystyków i Towarzystwa Rolników z Wyższym Wykształceniem uczestniczył w licznych konferencjach międzynarodowych poświęconych zagadnieniom koordynowania polityki eksportowej, współpracy w zakresie ograniczania konkurencji i optymalizacji warunków eksportu. Ze względu na różnice zdań na temat polityki rolnej z urzędującym od października 1935 roku ministrem J. Poniatowskim odszedł z resortu rolnictwa i 20 sierpnia 1936 roku został powołany na stanowisko wiceministra w Ministerstwie Przemysłu i Handlu. W resorcie podjął prace nad zmianami umożliwiającymi akcelerację uprzemysłowienia państwa. Zainicjował powstanie Komisji Hutniczej i podejmował działania mające zaktywizować organizacje branżowe dla koordynacji działań przygotowujących do obrony kraju wobec zagrożenia wojną. Oddelegowany przez rząd do Ligi Narodów przedstawił na konferencji Komisji Gospodarczej stanowisko dotyczące wolnego obrotu towarowego, kapitałowego i zasobami ludzkimi, a z upoważnienia ministra Józefa Becka miał też przedstawić polskie aspiracje kolonialne, z czego jednak się nie wywiązał, ograniczając swoje wystąpienie do omówienia konieczności udostępnienia terenów dla emigracji polskich Żydów. Misja Adama Rosego przyniosła 9 października 1936 roku akceptację rezolucji dotyczącej rozwoju wymiany międzynarodowej, a on sam 7 marca następnego roku został powołany do Komitetu Surowcowego Ligi Narodów. Już jako członek komitetu podejmował wysiłki w celu przyznania Polsce kolonii, a Rada Ligi powierzyła mu zbadanie swobodnego dostępu do surowców mianując go ekspertem.
Tuż przed wybuchem II wojny światowej uczestniczył w rokowaniach dla rozwinięcia współpracy gospodarczej między Polską i Francją. W warunkach wojny miał z polecenia Rady Ministrów, zorganizować ewakuację zaplecza technicznego armii, a po opuszczeniu kraju wykładał w Paryżu na Uniwersytecie Polskim Zagranicą i pełnił funkcję konsula w Tuluzie. Jako sekretarz Polskiego Czerwonego Krzyża zajmował się pomocą dla uchodźców, a ponieważ poszukiwało go Gestapo był zmuszony wyjechać do Szwajcarii. Prowadził w Genewie odczyty dla internowanych polskich wojskowych i współredagował trzytomową encyklopedię „La Pologne 1919–1939” (Neuchâtel 1946). Z tego okresu (1942–1945) pochodzą opublikowane pod pseudonimem prace: „W poszukiwaniu drogowskazów gospodarczych” (Winterthur 1943), „Na przełomie” (Winterthur 1944) i „Wytyczne polskiej polityki gospodarczej” (Londyn 1944). Po wojnie został doradcą Ludwika Grosfelda w resorcie żeglugi, reprezentował też Polskę na arenie międzynarodowej w komisjach ONZ, a po zwolnieniu z przyczyn politycznych zmuszony w 1949 roku do ponownej emigracji. Ostatnie lata życia spędził w Paryżu, borykając się z problemami ekonomicznymi i pogarszającym się stanem zdrowia. Będąc członkiem Académie des sciences morales et politiques wygłaszał referaty i publikował artykuły o konieczności ekonomicznej integracji Europy.
Rodzinę założył wstępując w związek małżeński 26 listopada 1921 roku. Z żoną Lucie Martin mieli dwoje dzieci: Stefana (ur. 1922) i Marię Skuncke (1924–2007).

## Ordery i odznaczenia
- Krzyż Komandorski z Gwiazdą Orderu Odrodzenia Polski (10 listopada 1938)[6][7]
- Krzyż Komandorski Orderu Odrodzenia Polski (8 listopada 1930)[2][8]
- Krzyż Oficerski Orderu Odrodzenia Polski (10 listopada 1928)[9][2][10]
- Złoty Krzyż Zasługi (5 sierpnia 1947)[11]
- Krzyż Komandorski z Gwiazdą Orderu Krzyża Orła (Estonia, 1934)[12]
- Krzyż Komandorski Orderu Legii Honorowej (Francja)[2]
- Krzyż Komandorski Orderu Leopolda (Belgia)[2]
- Krzyż Komandorski Orderu św. Sawy (Jugosławia)[2]

## Książki
- Kwestia robotników rolnych ze szczególnym uwzględnieniem stosunków wielkopolskich. (P-ń, 1919 r.)
- Bilans handlowy ziemi byłej dzielnicy pruskiej. (W-wa, 1920 r.)
- Międzynarodowa Organizacja Pracy. Jej cele, budowa i działalność. (W-wa, 1923 r.)
- Reformy rolne w Europie Środkowej po wojnie światowej. (W-wa, 1925 r.)
- Le probléme agraire en Pologne. (W-wa, 1926 r.)
- Ochrona przemysłu cukrowniczego i ziemniaczanego w ustawie o wykonaniu reformy rolnej. (W-wa, 1928 r.)
- Możliwość naprawy polskiego ustroju rolnego za pomocą ustawodawstwa agrarnego. (W-wa, 1929 r.)
- La polityque Polonaise entre les deux guerres. Un aspect du problème europpèen. (1945 r.)

Publikował także swoje artykuły w czasopismach takich jak miesięczniku „Rolnictwo”, który założył w 1928 roku, a od 1934 roku był naczelnym redaktorem, a także w redagowanych przez siebie czasopismach „L’agriculture polonaise” oraz „Vierteljahrshefte der polnischen Landwirtschaft” i „Gazecie Polskiej”, „Przemyśle i Handlu”, „Polsce Gospodarczej”, „Przeglądzie Gospodarczym”, „Polityce Narodów”, „L’Est Européen Agricole”, „La Revue de Politique Etranègre”, „Revue Internationale du Travail” czy w „Review of Polish Law and Economics”, a także w „Kulturze”.